# Амила Сулејмановић
Амила Сулејмановић (Сарајево, 5. април 1963) била је певачица. Првобитно је изводила рок музику, а касније је променила музички правац. Једна је од најпознатијих пратећих вокала на простору бивше Југославије. Прославила се песмом "Волим те још", у дуету са групом Валентино, а за песму је урађен и спот.

## Биографија
Одрасла је у друштву уметника и прво је певала у бенду "Казабланка" са Младеном Павичићем и Адмиром Ћерамидом, који су касније били у групи "Плави Оркестар“.
Током студија права, путовала је по Совјетском Савезу са групом сарајевских музичара и ту турнеју назвала "фасцинантним искуством за младу Југословенку", поготово узевши у обзир да су је тамошње власти сматрале шпијуном! После годину дана, уговор са лењинградском концертном агенцијом истиче и она се враћа у Сарајево.

## "Волим те још"
Почиње да пева пратеће вокале новооснованом бенду "Валентино" на њиховом првом албуму "No. 1" из 1983. године. Ипак, са њима је снимила дует песму "Волим те још", али у називу није поменута. Сви су се убрзо питали ко је та девојка и интересовање је превазишло оно за остатак бенда! Прорадила је сујета и Амила је касније више пута поменула њихове покушаје да је потисну у страну, сакрију и врло незахвално јој врате за не мали допринос у стварању великог хита. Јер, осим што је својом моћном и сигурном интерпретацијом песми дала одлучујући печат, она је и смислила чувени рефрен, касније експлоатисан и од популарне денс групе '90их "Dr Iggy". Последњи заједнички наступ имали су у Мостару приликом испраћања штафете, а онда се Амила отиснула у нову музичку пустоловину.

## Нови почеци и "Какав диван дан"
У то време, Амила почиње да се забавља са осам година старијим бубњарем "Бијелог дугмета". У питању је легендарни Горан-Ипе Ивандић, који је на Сулејмановићеву извршио огроман утицај. Појављивање у споту било је баш у оном за "Дугметову" песму "Полубаук полукружи полуевропом", са албума "Успаванка за Радмилу М." - последњег са Бебеком. Убудуће ће она, до распада бенда, остати њихов стални сарадник. Амила и Ипе су већ две године живели заједно када су дошли на идеју да осмисле њен самостални пројекат, бенд који би носио њено име и представио ову талентовану девојку широј јавности. На турнеји којом су "Дугмићи" 1985. представили новог певача Младена Војичића Тифу, Амила пева пратеће вокале.
Исте године, за Југотон излази албум "Какав диван дан" и представља -{electro/synth-pop}- у стилу Eurythmics, али са много јачим утицајем рок звука. Бенд чине, осим Амиле, клавијатуриста Дамир Мисирлић и Ипе на бубњевима. Листа гостију, који су дали свој допринос, заиста је импресивна - Сеад Липовача, Младен Војичић Тифа, Ален Исламовић, Никша Братош... Амила је снимање албума описала као сасвим непретенциозно дружење у доброј атмосфери, где би пријатељи и колеге наилазили у студио и сами будили идеје за сарадњу. Учинак је био импресиван, плоча можда и сувише артистичка и прогресивна за ове просторе, на којима Лепа Брена полако почиње да осваја народне масе. Добра промоција, гостовања у "Хиту месеца", ласкава похвала Горана Бреговића ("Мала, направила си добар посао, само тако настави") и издвајање насловне нумере (и данас велики хит, мада мало ко зна ко је извођач) ипак нису били довољни. Релативни успех подривен је фијаском наредног албума.
Концепт је, бар у распореду песама, јасан и одвија се паралелно на две стране плоче. Два фантастична дуета која 
отварају по једну страну ЛП-ја су "Води ме из овог града", брза песма у којој гостује Ален Исламовић, и балада "Проклети пси" са Тифом. Песма "Јутро је већ" (гост вокал - Ненад Штрбац) може да парира најбољим радовима групе "Denis&Denis".
Ова музичка поглавља затварају експерименталне Vampir der nacht и необична "Аладин", која има оријентални манир и доминантни наратив. Ритам секција је препознатљива и препуштена искусном Ипету, Желе Липоваца у "Аладину" и "Јутро је већ" показује зашто је један од најбољих гитариста са Балкана, синтисајзери појачавају атмосферу `80-их, али, највише се издваја Амилин сјајни глас.

## "Игре слободе" и фијаско
Амила је овога пута била и аутор текстова, поред Владимира Ђурића, а као гости се појављују чувени гитариста Златко Манојловић, Сенад Галијашевић ("Сенад од Босне") и Лаза Ристовски на клавијатурама. 1986. године гостовала је као пратећи вокал на албуму Дугмета "Пљуни и запјевај", а истовремено излази и други албум њеног бенда - "Игре слободе“. Жељно ишчекиван и помпезно најављиван, показује осетну слабост, изузев њеног све бољег гласа. Заокрет ка попу је потпун, у појединим нумерама бреговићевски утицај очигледан. Дефинитивно недостаје специфични шмек претходног албума, али, поједини моменти су врло убедљиви, попут насловне песме или "Ноћас одлазим“. Нажалост, не и за опстанак бенда.

## Последњи радови
У току 1987. године, Амила је певала пратеће вокале на веома успешној турнеји "Бијелог дугмета", заједно са Лидијом Михајловић и Зумретом - Зузи Миџић ("Мирзино јато"). Ово је вероватно најбољи трио пратећих вокала који је икада пратио неког нашег извођача. У истом својству сарађивала је на албумима "Бомбај штампе" и Неде Украден.
Исте године била је део веома интересантне рок оперете Телевизије Београд, "Креатори и креатуре", емитоване наредне године. Раме уз раме са Заном Нимани, Бором Ђорђевићем, Дејаном Цукићем, Снежаном Јандрлић, Бранком Ђурићем, Чавкетом из "Електричног оргазма" и Масимом Савићем коме је (у улози Тисе) директна дует-партнерка, у причи о току и последицама једне тинејџерске градске пијанке.
У то време је учествовала и на фестивалу "Ваш шлагер сезоне '87" са песмом "Да сам ко бомбона од меда и чоколаде“. Исте године снима песму "Јужни пол" за потребе дечије емисије "Бубамара".
Међутим, почев од 1988. њен живот се из корена мења. Последњу плочу са 10 песама нико није хтео да штампа, јер није била комерцијална. За сад постоји пар "изгубљених" примерака плоче. Након раскида са Ивандићем (који се после оженио и добио дете, а у јануару 1994. под и даље неразјашњеним околностима настрадао) и визије будућег разарања СФРЈ и Сарајева, пакује кофере и заувек напушта домовину. Сели се у Лондон, где и данас живи. 1993. године је са Емиром Кустурицом кумовала на венчању Горана и Џенане Бреговић у нашој амбасади у Паризу.
Окреће се мистицизму и езотерији, шаље своје демо снимке са извођењем босанских севдалинки чувеном композитору Jah Wobble-у, који је очаран њеним певањем без пратње икаквих инструмената. Тиме се отвара ново поглавље у њеној каријери, те прелаз на експерименталну/алтернативну/world музику, али паралелно школује глас и код Richard-a von Alde, у маниру италијанског бел канта. Тако поред певања у опери, она данас наступа широм света са Wobble-овим бендом "Deep space", као и бројним џез музичарима.

## Дискографија

### Какав диван дан
1. Води ме из овог града (фт. Ален Исламовић)
2. Какав диван дан
3. Покриј ме звијездама
4. Хај`мо на сурф (фт. Миле Лукић)
5. Вампир дер нацхт
6. Проклети пси (фт. Младен Војичић Тифа)
7. Јутро је већ (фт. Ненад Штрбац)
8. Никад те нисам вољела
9. Ти си мој
10. Аладин (фт. Ненад Штрбац и Миле Лукић)

### Игре слободе
1. Фрка
2. Френки, Немој Ме Зезати
3. Игре Слободе
4. Слободна Дјевојка
5. Ноћас Одлазим
6. Прати Ритам Мој
7. Луди Максо
8. Поноћна Забава
9. Љубав Је Као Море

### Синглови
1. Волим те још (фт. Валентино, 1983)
2. Да сам ко бомбона од меда и чоколаде (Ваш шлагер сезоне, 1987)
3. Јужни пол (Бубамарин дуги лет, 1987)
4. Већ је врло касно (фт. Горан Чавајда Чавке и Дејан Цукић, Креатори и креатуре - Рок операта, 1988)
5. Кад гледам око себе (Креатори и креатуре - Рок операта, 1988)
6. Мехмеда мајка будила (Jah Wobble ‎– Umbra Sumus, 1998)
7. Ил' је ведро, ил' облачно (Jah Wobble ‎– Umbra Sumus, 1998)

## Фестивали
- 1987. Ваш шлагер сезоне, Сарајево - Да сам ко бомбона од меда и чоколаде